# Philhygra hygrobia
Philhygra hygrobia är en skalbaggsart som först beskrevs av Thomson 1856.  Philhygra hygrobia ingår i släktet Philhygra, och familjen kortvingar. Arten är reproducerande i Sverige.